# پژوویتسه
پژوویتسه (به لهستانی:  Pyrzowice) یک روستا در لهستان است که در گمینا اوژاروویتسه واقع شده‌است. پژوویتسه ۹۸۰ نفر جمعیت دارد و ۳۰۰ متر بالاتر از سطح دریا واقع شده‌است.